# Калхун (округ, Миссисипи)
Округ Калхун (англ. Calhoun County) — округ штата Миссисипи, США. Население округа на 2000 год составляло 15069 человек. Административный центр округа — город Питсборо.

## История
Округ Калхун основан в 1852 году.

## География
Округ занимает площадь 1520.3 км2.

## Демография
Согласно переписи населения 2000 года, в округе Калхун проживало 15069 человек (данные Бюро переписи населения США). Плотность населения составляла 9.9 человек на квадратный километр.